# 百瀬朔
百瀬 朔（ももせ さく、1994年7月8日 - ）は、日本の俳優。
兵庫県出身。ABP inc.所属。2017年3月に明治大学を卒業。

## 人物・略歴
特技はバイオリン、剣道（初段）、ダンス。趣味は野球観戦、バイオリン。
2021年2月28日にホリ・エージェンシーを退社。同年3月1日よりABP inc.に所属。

## 出演

### テレビドラマ
- 仮面ライダーシリーズ（テレビ朝日）
  - 仮面ライダーフォーゼ 第30話（2012年4月） - 男先輩 役
  - 仮面ライダー鎧武/ガイム（2013年10月 - 2014年9月） - ペコ 役
- ハイスクール歌劇団☆男組（2012年10月、CBC）[5]
- 闇金ウシジマくん Season2 第5話（2014年2月、MBS）
- 金曜プレステージ 医療捜査官 財前一二三5（2014年6月、フジテレビ） - 大倉寛也 役
- 連続ドラマW 贖罪の奏鳴曲（2015年1月 - 2月、WOWOW） - 嘘崎雷也 役
- 大河ドラマ（NHK総合）
  - 花燃ゆ（2015年）
  - おんな城主 直虎（2017年） - 釜吉 役
  - 光る君へ（2024年） - 藤原顕信 役[6]
- ON 異常犯罪捜査官・藤堂比奈子（2016年7月 - 9月、関西テレビ） - 清水良信 役
- 大阪環状線 ひと駅ごとの愛物語 Part2 第1話（2017年1月17日、関西テレビ） - 山中良介 役
- ファイブ 第6話（2017年8月7日、フジテレビ） - 麻生乃浬 役
- 未解決の女 警視庁文書捜査官 第4話（2018年5月10日、テレビ朝日） - 藤田陸人 役[7]
- 刑事ゼロ 第1話（2019年1月10日、テレビ朝日）[8] - 鳴島芳孝 役
- IP〜サイバー捜査班（2021年、テレビ朝日） - 静野保志 役

### 映画
- リアル鬼ごっこ3（2012年）
- ジョフクの恋（2013年） - 福山俊一 役
- 仮面ライダーシリーズ
  - 仮面ライダー×仮面ライダー 鎧武&ウィザード 天下分け目の戦国MOVIE大合戦（2013年） - ペコ 役
  - 劇場版 仮面ライダー鎧武 サッカー大決戦!黄金の果実争奪杯!（2014年） - ペコ / 仮面ライダー黒影・真 役
- クローズEXPLODE（2014年）
- 悼む人（2015年）
- まっ白の闇（2017年）[9]
- 映像研には手を出すな！（2020年） - 監視郎 役[10]

### オリジナルビデオ
- 鎧武外伝（2015年） - ペコ 役
  - 仮面ライダー斬月/仮面ライダーバロン
  - 仮面ライダーデューク/仮面ライダーナックル

### 舞台
- ハイスクール歌劇団☆男組（2012年9月） - 矢口幹夫 役
- 朗読劇 しっぽのなかまたち2（2013年4月）
- タンブリング FINAL（2014年6月 - 7月） - 春日悟 役
- 芸劇+トーク 朗読『東京』「少年」（2015年1月）
- 曇天に笑う（2015年2月 - 3月） - 曇宙太郎 役[11]
- たぶん世界を救えない（2015年3月 - 4月） - 春一 役[12]
- 舞台『弱虫ペダル』新インターハイ篇〜スタートライン〜（2017年2月 - 3月） - 鳴子章吉 役
  - 新インターハイ篇〜ヒートアップ〜（2017年10月）
  - 新インターハイ篇〜キングダム〜（2018年3月）
  - 新インターハイ篇〜制・限・解・除（リミットブレイカー）〜（2019年5月）[13]
- 朗読劇「予告犯」（2018年9月16日・17日・22日・23日、あうるすぽっと） - メガネ 役
- 二分間の冒険（2019年8月17日 - 25日、KAAT神奈川芸術劇場 大スタジオ） - 主演・悟 役[14]
- 血界戦線（2019年11月2日 - 10日、天王洲 銀河劇場 / 11月14日 - 17日、梅田芸術劇場シアター・ドラマシティ） - 主演・レオナルド・ウォッチ 役[15]
  - 血界戦線 Beat Goes On（2020年11月20日 - 29日、天王洲 銀河劇場 / 12月3日 - 6日、メルパルクホール大阪） - 主演・レオナルド・ウォッチ 役[16]
  - 血界戦線 Blitz Along Alone（2021年10月22日 - 31日、天王洲 銀河劇場 / 11月4日 - 7日、梅田芸術劇場 シアター・ドラマシティ） - 主演・レオナルド・ウォッチ 役[17]
- Nana Produce『莫逆の犬』（2021年12月8日 - 12日、新宿シアタートップス）
- 範宙遊泳『ディグ・ディグ・フレイミング！〜私はロボットではありません〜』（2022年6月25日 - 7月3日、東京芸術劇場シアターイースト）
- オーベロントライアルシリーズ Vol.2『短編集 説得してるのは僕の方』（2023年12月7日 - 10日、シアターグリーン BIG TREE THEATER）[18]
- インヘリタンス-継承-（2024年2月 - 3月、東京芸術劇場 プレイハウス 他）[19]
- 「ワールドトリガー the Stage」ガロプラ迎撃編（2024年10月25日 - 11月4日、シアターH / 11月9日・10日、キャナルシティ劇場 / 11月15日 - 17日、COOL JAPAN PARK OSAKA WWホール / 11月22日 - 24日、天王洲 銀河劇場） - 絵馬ユズル 役[20]
  - 「ワールドトリガー the Stage」B級ランク戦最終決戦編（2025年4月12日 - 20日、日本青年館ホール / 4月24日 - 27日、COOL JAPAN PARK OSAKA WWホール / 5月2日 - 11日、シアターH）[21]
- きたやじ オン・ザ・ロード〜いざ、出立!!篇〜（2025年3月1日 - 16日、日本青年館ホール / 3月21日 - 23日、SkyシアターMBS）[22]

### ラジオ番組
- Music University（2016年4月3日 - 、FM Yokohama）

### ラジオドラマ
- 青春アドベンチャー（NHK-FM）
  - 「ギルとエンキドゥ」（2018年11月5日 - 16日） - ギル 役
- FMシアター（NHK-FM）
  - 「砂浜クラブ」（2019年4月13日） - 三山 役[23]
  - 「包帯クラブ ルック・アット・ミー！」（2023年10月21日・28日） - ディノ 役[24]

### CM
- ミスタードーナツ（2014年）[25]
- 任天堂「ドラガリアロスト」（2018年）[26]

### ゲーム
- 仮面ライダーバトル ガンバライジング（2014年、アーケード） - 仮面ライダー黒影・真 役
- 仮面ライダーバトル ガンバレジェンズ（2023年、アーケード） - 仮面ライダー黒影・真 役

### 玩具
- COMPLETE SELECTION MODIFICATION ゲネシスドライバー（2024年3月、バンダイ） - ペコ / 仮面ライダー黒影・真 役

### キャラクターソング
| 発売日        | 商品名                                           | 歌         | 楽曲                | 備考                                                                         |
| ------------- | ------------------------------------------------ | ---------- | ------------------- | ---------------------------------------------------------------------------- |
| 2014年9月24日 | 仮面ライダー鎧武 Music Arms                      | TEAM BARON | 「Never Surrender」 | 特撮テレビドラマ『仮面ライダー鎧武/ガイム』挿入歌                            |
| 2022年6月22日 | 仮面ライダー 50th Anniversary TV THEME SONG BEST | TEAM BARON | 「Dance With Me」   | オリジナルビデオ『鎧武外伝 仮面ライダーデューク/仮面ライダーナックル』挿入歌 |

### ユニットメンバー
1. ↑  駆紋戒斗（小林豊）、ザック（松田岳）、ペコ（百瀬朔）